# Сергеев, Алексей Иванович (клоун)
Алексей Иванович Сергеев (Серго́, Мусля́; 16 февраля 1915; Воронеж, Российская империя — 7 февраля 1977; г. Ош, Киргизская ССР) — советский акробат, артист цирка, клоун.

## Биография
Творческую деятельность начал в Воронежском любительском цирке акробатом и вольтижёром.
С 1928 года работал акробатом в молодёжной труппе под руководством Али Чанышева.
С 1933 года работал ковёрным клоуном. Затем, периодами, работал в Московском цирке на Цветном бульваре, Ленинградском, Калининском цирке и многих других. Нигде подолгу не задерживался. Последние годы жизни А. Сергеев жил в г. Ош в Киргизии, в семье своего друга, с которым они ездили по клубам, по сёлам, веселя местных жителей. Там, в Оше, Алексея Сергеева и похоронили.

## Некоторые факты
Прозвище «Мусля» происходит от того, что Алексей Сергеев к своим знакомым обращался на французский манер: «мсье», произнося буквально: «мусля».
Клоун Мусля обладал даром пантомимы, практически не говоря на арене ни слова. В его работе присутствовала импровизация.
«Я родился 16 февраля 1915 года в городе Воронеже, в семье рабочего. Мое появление на свет осталось незамеченным человечеством, — шутливо вспоминал Алексей Сергеев. — В это время второй год шла мировая война, людей более всего занимали оперативные сводки с фронтов и хлеб насущный».
Лесик, так его звали дома и во дворе, рос тихим и смирным мальчишкой с ярко выраженным чувством самостоятельности. Крепкий, остроглазый и смышленый, он во всем стремился походить на своего старшего брата Бориса, который очень любил цирк. Именно брат со своими друзьями соорудили во дворе тренировочную площадку, чтобы готовиться «в акробаты». Турник, гимнастические кольца и брусья — вот весь нехитрый набор снарядов, которыми вместе с мальчишками живо интересовался и маленький Алеша.
Зимой тренировки проводились в спортзале клуба имени Карла Маркса, куда часто заходили и цирковые артисты — поддержать спортивную форму, а также потравить байки о гастролях и жизни воронежского манежа. Среди этих циркачей был и знаменитый Карл Иванович Фаччиоли, обрусевший итальянец, артист-универсал. Он не только мастерски работал как гимнаст, но и был акробатом-эксцентриком, а иногда выходил на манеж в качестве смешного рыжего клоуна. Опытный артист заметил братьев Сергеевых, и с его помощью юные акробаты значительно улучшили прыжковую технику, а Лесик так и вовсе овладел невиданными трюками.
«В тринадцать лет я уже прилично прыгал, — вспоминал потом Алексей, — мог скрутить шесть задних сальто в темп! А флик-фляки, арабские колеса и всякие там курбеты не в счет».
Фаччиоли помог братьям Сергеевым создать свой первый номер в жанре акробатической эксцентрики и даже подарил им свои клетчатые костюмы, в которых прежде выступал с партнером. В 1928 году братья были приняты в труппу Али Чанышева, а через несколько лет Алексей решил стать клоуном. На юношу оказало сильное влияние знакомство с выдающимися артистами — Борисом и Виктором Манион. Оказалось, что в Алексее живёт непреодолимая страсть к лицедейству, комедиантству и смешным дурачествам.
«После того, как я увидел на манеже братьев Манион, я окончательно понял, что клоунада — мое призвание, — вспоминал потом Мусля, — то, что я и раньше смутно ощущал в себе: потребность чудачить, смешить, придумывать комические ситуации, братья Манион своим выступлением подтолкнули, помогли способностям выйти наружу и проявиться».
Его дебют в качестве коверного состоялся в 1933 году — Алексей Сергеев взял себе простой псевдоним: Серго, а через несколько лет этот талантливый артист станет известен уже как Мусля. Откуда же взялось это странное прозвище? Дело в том, что Алексей в шутку ко всем обращался «месье» — на французский манер — а на слух в его исполнении это слово звучало как «мусля».
Интересно, что именно клоун Сергеев ввел в советском цирке «моду» на номера с грустинкой — философские сценки потом будут играть на манеже Леонид Енгибаров («Новелла о грустном акробате»), трио Никулин-Никулина-Шуйдин («Шипы и розы») и даже сам Олег Попов («Луч»). Первым же грустным номером Мусли стало представление про ковбоев и шляпу.
После очередного номера на арене оставались лихие наездники с Дикого Запада, которые мастерски орудовали на манеже лассо и хлыстами. Помимо прочего, выступление ковбоев включало в себя и такой впечатляющий трюк: артист точными ударами хлыстами отсекал одну за другой узкие полоски бумаги от листа, который держала перед собой его ассистентка.
После поклона ковбоев к ним подходил клоун и просил рассечь и его бумажку. Сказано — сделано! Коверный, пораженный исполненный трюком, снимал с головы свою шляпу и предлагал разрубить хлыстом и её. Готово! И ковбой, ещё раз поклонясь, удалялся за кулисы, а зрители, наконец, обращали внимание на клоуна.
Артист тончайшими нюансами мимики передавал целую гамму чувств: глубокое недоумение, осознание содеянного, и испуг, переходивший в горький укор самому себе: что же ты, дуралей, натворил… Как же ты теперь без шляпы? Клоун слюнявил место разреза, словно почтовый конверт, пытаясь склеить головной убор… Его лицо искажалось в беззвучном плаче, дрожала нижняя челюсть и он, глядя на то, что осталось от шляпы, с поникшей головой уходил с манежа. На глазах же зрителей выступали слезы…
Впрочем, такие грустные номера были немногочисленны; в основном Мусля-Сергеев делал ставку на импровизацию. Выходя на арену, он далеко не всегда заранее готовил сценку: иногда клоун брал попавшие под руку предметы реквизита других артистов — мяч, стул, веник, булаву — и вытворял с ними такое, что зал буквально лежал от смеха! При этом сам номер представлял собой пантомиму — артист не произносил ни единого слова.
Рассказывают, что в Одессе с Муслей произошел такой случай. Во время репризы какой-то «шутник» с галерки бросил в артиста пятак. Монета ударила клоуна по голове и, упав, покатилась по манежу. Мусля задумчиво посмотрел на пятак, а затем снял шляпу и, положив в неё пятак, опустил головной убор прямо на середину манежа. Зрители моментально включились в игру, и со всех сторон в клоунскую шляпу посыпался град монет. Собирать их — значило затянуть представление до утра. Но одесситы, работавшие в униформе, не растерялись: скрутили ковер и вынесли его за кулисы, где вытряхнули монеты, и вновь застелили манеж. Тем временем Мусля заполнял внезапно возникшую паузу импровизациями, а зрители хохотали, не умолкая.
Билеты на представления с участием этого клоуна достать было невозможно, выступления клоуна проходили при полном аншлаге. Артиста обожала публика, им восхищались коллеги. Сам Юрий Никулин, написавший книгу воспоминаний о цирке «Почти серьёзно», посвятил искусству Мусли несколько страниц, назвав его гением, а в заключение Юрий Владимирович отметил: «Таких больше нет».
Жизнь гениального клоуна пошла под откос после женитьбы. Супругой Сергеева в 1940 году стала разбитная девица по имени Ася. С ней артист познакомился на одной из квартирных гулянок в Москве. Друзья клоуна потом будут вспоминать, что она часто выпивала, однако смогла вскружить парню голову, а потом и женить на себе. Вскоре в семье родился сын Борис, и помочь по хозяйству к Сергеевым из Воронежа приехала мама Алексея. Свекровь сразу указала артисту на существенные недостатки его супруги: выпивоха, неряха и плохая хозяйка. Именно алкоголь и стал причиной величайшего горя в этой семье: гибели ребёнка. Непутевая мамаша, отправившись за пивом, оставила сына в коляске на жаре…
Неизвестно, как Мусля пережил горе, как помирился с преступной женой, но через некоторое время у них родился второй ребёнок — девочка. Однако и этот малыш погиб из-за матери — Аська раздавила дочь, пьяной упав на кровать. Сергеев был окончательно сломлен: на его лице появились глубокие морщины, он перестал шутить и мог часами смотреть на стену. Артист начал крепко выпивать — эту привычку стали списывать на влияние жены, хотя клоун топил в водке горе.
Вскоре началась война. Жена Мусли погибла при авианалете; он особо не горевал. Постепенно столичная карьера великого клоуна сошла на нет. Сергеев уволился из цирка и уехал в далекую Киргизию — к товарищу. Вместе они выступали перед местными сельскими зрителями, имея успех и уважение.
Мусля умер 7 февраля 1977 года в киргизском городе Ош, там же его и похоронили. «Клоун от бога», — так называли его современники, стал частью славной истории русского цирка и ныне входит в пантеон гениальных артистов манежа.
О Мусле очень положительно отзывался Юрий Никулин в своей книге «Почти серьёзно…»:
Основное в его работе — обыгрывание простых предметов. Грабли, тросточка, тачка, на которой увозят ковёр… Иногда он обыгрывал реквизит, который только что на манеже использовали артисты. Отличный акробат. Прекрасно стоял на руках, делал поразительные каскады. Самое удивительное: что бы Мусля ни показывал, всё выглядело смешно и трогательно одновременно. Люди смеялись, а сердце могло сжиматься от грусти. «Мусля — тонкий, щемящий клоун», — так сказал о нём Сергей Курепов. Точно сказал.
У Мусли, как говорится, всё было от Бога. Он мог выйти на манеж, взять любой первый попавшийся предмет — мяч, стул, метлу, булаву — и так всё обыгрывать, что весь зал начнет хохотать. Он обладал великим даром импровизатора. Сохранив способность воспринимать всё как ребёнок, он умел по-настоящему радоваться на манеже и заражал этой радостью других.
У Мусли получался образ — думаю, что это выходило у него подсознательно, — неудачника, который хочет всё сделать, но ничего у него не получается. Образ, напоминающий маску Чарли Чаплина, но совершенно своеобразный.
Только спустя много лет я смог оценить талант, пожалуй, даже гениальность Мусли. А тогда я воспринимал его просто как хорошего комика, восторгаясь, смотрел репризы и думал, что с подобными клоунами мне ещё не раз предстоят встречи. Увы, работая в цирке более четверти века, побывав во многих странах мира, я ни разу не увидел ковёрного подобного Мусле.
Журналист В. Шахиджанян, который помогал Юрию Никулину в написании книги «Почти серьёзно», поставил в 1980 году художественный фильм «Клоун Мусля».